# José-Antonio Novais Tomé
José-Antonio Novais Tomé (Madrid, 30 d'abril de 1925 - El Puerto de Santa María, 25 de març de 1993) fou un periodista espanyol.

## Biografia
Fill del periodista portuguès Joaquim Novais Teixeira, cap de premsa de Azaña i durant la guerra civil espanyola cap de premsa i ràdio. Seguint les passes del seu pare, va estudiar periodisme a França i un cop llicenciat tornà a Espanya.
Durant finals dels anys 1960 i 1970 fou periodista del diari Madrid i corresponsal a Espanya del diari francès Le Monde, on es va fer famós per cobrir el judici i execució del líder del PCE Julián Grimau el 1963, per la seva entrevista a Aureli Maria Escarré i Jané el 1963 i per la seva crònica dels fets de Montejurra, raó per la qual es convertí alhora en la bèstia negra del règim franquista i en un referent per als periodistes democràtics. Durant el franquisme fou detingut algunes i el Ministeri d'Informació i Turisme arribà a retirar-li temporalment el carnet de premsa. El 1977 va rebre una pallissa de part de membres de l'organització ultradretana Guerrilleros de Cristo Rey.
Després fou corresponsal del Diario de Noticias, de Lisboa, i O Estado de São Paulo. El 1985 va rebre el III Premi de Periodisme Francisco Cerecedo. El 1983 va rebre la Creu de Sant Jordi de la Generalitat de Catalunya.

## Obres
- ¿Quién mató a Julián Grimau?
- El libro negro de Montejurra
- La calle del Reloj
- Asesinato de Humberto Delgado